# Janusz Szwaja
Janusz Szwaja (ur. 1 lipca 1934 w Jaśle, zm. 27 lutego 2022) – polski profesor nauk prawnych, specjalista w zakresie prawa spółek, patentów, znaków towarowych i zwalczania nieuczciwej konkurencji, pracownik naukowy i wykładowca Instytutu Prawa Własności Intelektualnej Uniwersytetu Jagiellońskiego oraz Krakowskiej Akademii im. Andrzeja Frycza Modrzewskiego, adwokat.

## Życiorys

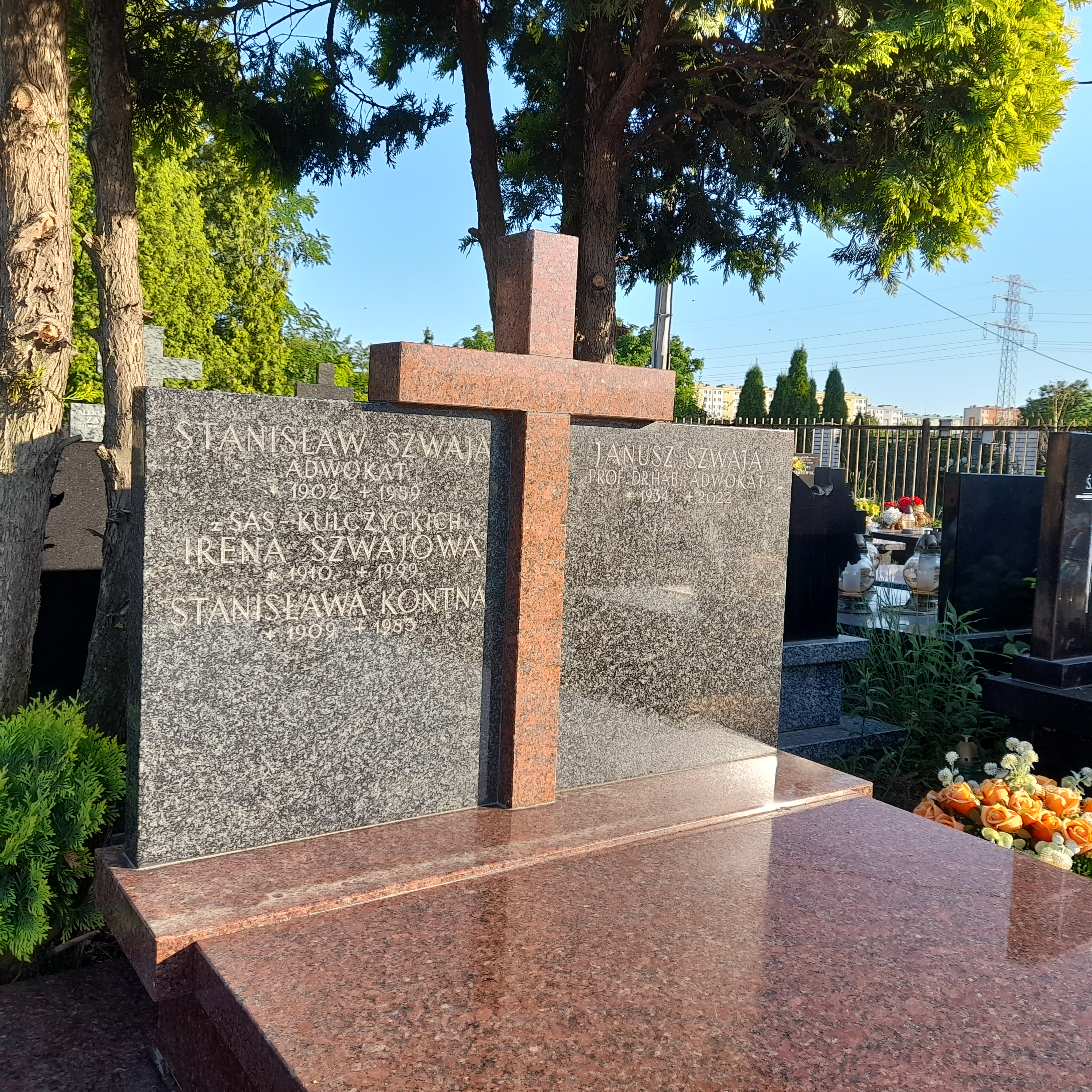
Grób Janusza Szwai na Cmentarzu Białoprądnickim w Krakowie (2023)

W 1955 ukończył studia prawnicze na Uniwersytecie Jagiellońskim. Od 1954 pracował w Katedrze Ekonomii Politechniki Krakowskiej, w 1962 został pracownikiem Katedry Prawa Cywilnego na Uniwersytecie Jagiellońskim. W 1964 uzyskał na UJ stopień doktora, w 1972 stopień doktora habilitowanego. W latach 1975–1991 był dyrektorem Międzyuczelnianego Instytutu Wynalazczości i Ochrony Własności Intelektualnej UJ, następnie kierował Katedrą Wynalazczości i Ochrony Własności Przemysłowej w Instytucie Prawa Własności Intelektualnej UJ. W 1983 otrzymał tytuł profesora nadzwyczajnego, w 1989 tytuł profesora zwyczajnego.
Od 1996 do 1999 był członkiem Zespołu do Spraw Spółek Handlowych przy Komisji Kodyfikacyjnej Prawa Cywilnego (pozostali członkowie: Stanisław Sołtysiński, Andrzej Szajkowski, w 1999 J. Szwaję zastąpił Andrzej Szumański), w ramach którego w 1997 przedstawiono projekt Kodeksu spółek handlowych.
Był członkiem założycielem International Association for the Advancement of Teaching and Research in Intellectual Property i przewodniczącym Polskiej Grupy Narodowej Association Internationale pour la Protection de la Propriété Industrielle.

## Publikacje
- Kara umowna według kodeksu cywilnego (1967)
- Prawo wynalazcze. Przepisy-orzecznictwo-piśmiennictwo-objaśnienia (1978)
- Kodeks spółek handlowych. Komentarz (współautor)
- Ustawa o zwalczaniu nieuczciwej konkurencji. Komentarz (1994, 2000, 2006, 2013, 2016, 2019)

## Odznaczenia
- Krzyż Komandorski Orderu Odrodzenia Polski (15 października 2004, za wybitne osiągnięcia w pracy naukowej i dydaktycznej, za zasługi dla rozwoju gospodarki)[5]
- Krzyż Oficerski Orderu Odrodzenia Polski (8 września 1998, za wybitne zasługi w pracy naukowo-dydaktycznej)[6]
- Krzyż Kawalerski Orderu Odrodzenia Polski (1983)[1]
- Złoty Krzyż Zasługi (1976)[1].
- Medal Komisji Edukacji Narodowej (1997)[1].